# Paralia Lalaria

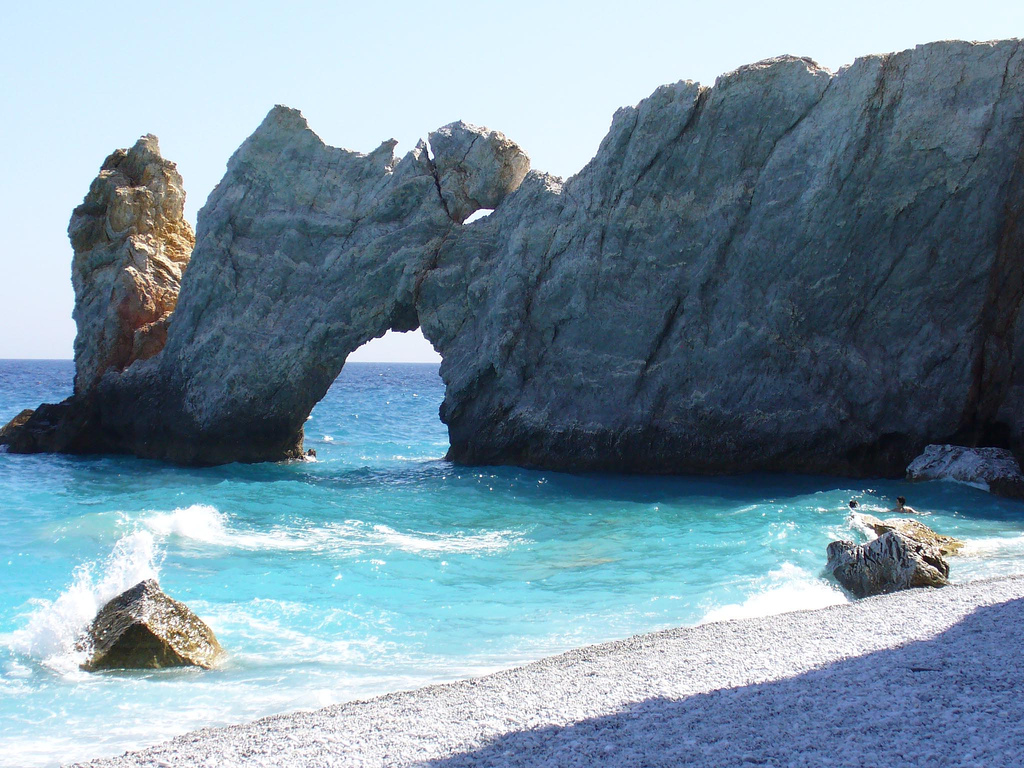
Der Strand von Lalaria

Paralia Lalaria (griechisch Παραλία Λαλάρια, auch Gyalos Lalaria Γυαλός Λαλάρια (f. sg.)) ist ein Strand im Nordosten der Sporaden-Insel der Skiathos. Der Strand ist nur mit dem Boot vom Hafen von Skiathos aus zu erreichen und wird im Sommer täglich angelaufen. Die schönen Kiesel sind so begehrt, dass mittlerweile ein Sammelverbot ausgesprochen wurde, und das Wahrzeichen ist der Felsenbogen Trypia Petra (Τρύπια Πέτρα) am Ende des Strandes, den man durchschwimmen kann.